# Closterus breviramis
Closterus breviramis là một loài bọ cánh cứng trong họ Cerambycidae.